# Moore Station (Texas)
Moore Station es una ciudad ubicada en el condado de Henderson en el estado estadounidense de Texas. En el Censo de 2010 tenía una población de 201 habitantes y una densidad poblacional de 61,49 personas por km².

## Geografía
Moore Station se encuentra ubicada en las coordenadas 32°11′26″N 95°34′13″O / 32.19056, -95.57028. Según la Oficina del Censo de los Estados Unidos, Moore Station tiene una superficie total de 3.27 km², de la cual 3.27 km² corresponden a tierra firme y (0%) 0 km² es agua.

## Demografía
Según el censo de 2010, había 201 personas residiendo en Moore Station. La densidad de población era de 61,49 hab./km². De los 201 habitantes, Moore Station estaba compuesto por el 11.94% blancos, el 81.59% eran afroamericanos, el 0% eran amerindios, el 1% eran asiáticos, el 0% eran isleños del Pacífico, el 4.48% eran de otras razas y el 1% pertenecían a dos o más razas. Del total de la población el 4.48% eran hispanos o latinos de cualquier raza.